# 日本国憲法第39条
日本国憲法 第39条（にほんこく（にっぽんこく）けんぽう だい39じょう）は、日本国憲法の第3章にある条文で、事後法・遡及処罰の禁止、一事不再理について規定している。

## 条文
日本国憲法、e-Gov法令検索。

第三十九条何人も、実行の時に適法であつた行為又は既に無罪とされた行為については、刑事上の責任を問はれない。又、同一の犯罪について、重ねて刑事上の責任を問はれない。

## 解説
法の不遡及（遡及処罰の禁止）、一事不再理を規定したものである。検察官による上訴について、最高裁判所は一事不再理の原則に反しないものとしている。また、一事不再理は日本の刑事手続に付されたものが再び日本の刑事手続に付されないということを意味するに過ぎず、外国において処罰された行為について、日本で処罰することを妨げない。
さらに、判例変更による遡及処罰についても日本の最高裁判所は肯定している。日本法における判例は、法源とされない（異なる学説も存在）ため、判例変更による解釈の変更は、法の不遡及の問題でない。しかし、理論上、違法性の意識の可能性の欠如による故意の阻却の問題や期待可能性の欠如による責任阻却の問題を生じうる。
弁護士の高野隆によると、日本国憲法のGHQ草案では刑事事後法の禁止（実行のときに適法であった行為の処罰の禁止）と二重の危険の禁止（同一の犯罪について二度裁判を受けない）は全く別の条文であったが、GHQとの折衝を担当した内閣法制局の入江俊郎や佐藤達夫らは「二重の危険」(double jeopardy)の意味を知らず日本語の草案では一旦これを削った。後にGHQが二重の危険禁止条項の削除には同意していないことを知り、残った条文の末尾に付け足したことが第39条を非常に分かりづらい条文にしたのではないかという。

## 沿革

### 大日本帝国憲法
なし

### GHQ草案
「GHQ草案」、国立国会図書館「日本国憲法の誕生」。

#### 日本語
第三十七条
何人モ管轄権有ル裁判所ニ依ルニアラサレハ有罪ト宣言セラルルコト無カルヘシ
何人モ同一ノ犯罪ニ因リ再度厄ニ遭フコト無カルヘシ
第三十九条
何人モ実行ノ時ニ於テ合法ナリシ行為ニ因リ刑罰ヲ科セラルルコト無カルヘシ

#### 英語
Article XXXVII.
No person shall be declared guilty of a crime except by a court of competent jurisdiction.
No person shall be twice placed in jeopardy for the same offense.
Article XXXIX.
No person shall be held criminally liable for an act lawful at the time it was committed.

### 憲法改正草案要綱
「憲法改正草案要綱」、国立国会図書館「日本国憲法の誕生」。

第三十五何人ト雖モ実行ノ時ニ於テ適法ナリシ行為又ハ既ニ無罪トセラレタル行為ニ因リ刑事上ノ責任ヲ問ハルルコトナカルベキモノトスルコト

### 憲法改正草案
「憲法改正草案」、国立国会図書館「日本国憲法の誕生」。

第三十六条何人も、実行の時に適法であつた行為又は既に無罪とされた行為については、刑事上の責任を問はれない。又同一の犯罪について、重ねて刑事上の責任を問はれない。

### 帝国憲法改正案
「帝国憲法改正案」、国立国会図書館「日本国憲法の誕生」。

第三十六条何人も、実行の時に適法であつた行為又は既に無罪とされた行為については、刑事上の責任を問はれない。又、同一の犯罪について、重ねて刑事上の責任を問はれない。